# Aprenentatge profund en imatge fotoacústica
L'aprenentatge profund en imatge fotoacústica combina la modalitat d'imatge híbrida de la imatge fotoacústica (PA) amb el camp de ràpida evolució de l'aprenentatge profund. La imatge fotoacústica es basa en l'efecte fotoacústic, en el qual l'absorció òptica provoca un augment de la temperatura, que provoca un augment posterior de la pressió mitjançant l'expansió termoelàstica. Aquest augment de pressió es propaga pel teixit i es detecta mitjançant transductors ultrasònics. A causa de la proporcionalitat entre l'absorció òptica, l'augment de la temperatura i l'augment de la pressió, el senyal d'ona de pressió d'ultrasò es pot utilitzar per quantificar la deposició d'energia òptica original dins del teixit.
La imatge fotoacústica té aplicacions d'aprenentatge profund tant en la tomografia computada fotoacústica (PACT) com en la microscòpia fotoacústica (PAM). PACT utilitza excitació òptica de camp ampli i una sèrie de transductors d'ultrasons sense enfocar. De manera semblant a altres mètodes de tomografia computada, la mostra s'imatge en múltiples angles de visió, que després s'utilitzen per realitzar un algorisme de reconstrucció inversa basat en la geometria de detecció (normalment mitjançant retroprojecció universal, retard i suma modificats, o inversió temporal) per obtenir la distribució inicial de pressió dins del teixit. D'altra banda, el PAM utilitza la detecció d'ultrasons enfocada combinada amb una excitació òptica poc enfocada (resolució acústica PAM o AR-PAM) o una excitació òptica molt enfocada (resolució òptica PAM o OR-PAM). PAM normalment captura imatges punt per punt mitjançant un patró d'escaneig ràster mecànic. En cada punt escanejat, el temps de vol acústic proporciona una resolució axial mentre que l'enfocament acústic produeix una resolució lateral.

## Applications of deep learning in PACT
La primera aplicació de l'aprenentatge profund en PACT va ser de Reiter et al. en el qual es va entrenar una xarxa neuronal profunda per aprendre respostes a impulsos espacials i localitzar fonts puntuals fotoacústiques. Els errors de localització de punts axials i laterals mitjans resultants en 2.412 de les seves imatges de prova seleccionades aleatòriament van ser de 0,28 mm i 0,37 mm,respectivament. Després d'aquesta implementació inicial, les aplicacions d'aprenentatge profund a PACT s'han ramificat principalment per eliminar artefactes de reflexos acústics, mostreig escàs, visió limitada i amplada de banda limitada. També hi ha hagut un treball recent a PACT per utilitzar l'aprenentatge profund per a la localització del front d'ona.Hi ha hagut xarxes basades en la fusió d'informació de dues reconstruccions diferents per millorar la reconstrucció mitjançant xarxes basades en la fusió d'aprenentatge profund.